# Las Rozas de Valdearroyo
Las Rozas de Valdearroyo és un municipi de la Comunitat Autònoma de Cantàbria. Es troba en la comarca de Campoo-Los Valles i limita al nord amb Campoo de Yuso i l'embassament de l'Ebre, al sud amb Valdeprado del Río, a l'oest amb Campoo de Enmedio i a l'est amb la província de Burgos.

## Localitats
- La Aguilera.
- Arroyo.
- Bimón.
- Bustasur.
- Llano.
- Renedo.
- Las Rozas (Capital).
- Villanueva.

## Economia
Un 13,5% de la poblacióndel municipi es dedica al sector primari, un 22,9% a la construcció, un 20,8% a la indústria i un 42,7% al sector serveis.

## Demografia
| 1900  | 1910  | 1920  | 1930  | 1940  | 1950  | 1960  | 1970 | 1980 | 1990 | 2000 | 2007 | 2012 |
| ----- | ----- | ----- | ----- | ----- | ----- | ----- | ---- | ---- | ---- | ---- | ---- | ---- |
| 2.059 | 2.173 | 2.713 | 2.858 | 2.394 | 1.731 | 1.028 | 540  | 341  | 296  | 325  | 307  | 288  |

Font: INE

## Administració
| Eleccions municipals, 25 de maig de 2003 |      |        |          |
| Partit                                   | Vots | %      | Regidors |
| PP                                       | 181  | 63,96% | 5        |
| PRC                                      | 65   | 22,97% | 2        |

| Eleccions municipals, 27 de maig de 2007 |      |        |          |
| Partit                                   | Vots | %      | Regidors |
| AELRDV                                   | 101  | 38,26% | 3        |
| PRC                                      | 86   | 32,58% | 2        |
| PSOE                                     | 43   | 16,29% | 1        |
| PP                                       | 32   | 12,12% | 1        |